# Nadine Westerhoff
Nadine Westerhoff (* 8. Februar 1983 in Castrop-Rauxel als Nadine Matthes) ist eine deutsche Fußballschiedsrichterin.

## Karriere
Westerhoff legte 2006 im Fußballkreis Herne erfolgreich ihre Schiedsrichterprüfung ab, ist seit 2012 DFB-Schiedsrichterin und pfeift für den DSC Wanne-Eickel. Im Jahr 2014 erfolgte der Aufstieg von der 2. Frauen-Bundesliga in die höchste Spielklasse der Frauen (Frauen-Bundesliga). Als Schiedsrichterassistentin wird sie bereits seit 2011 in der Frauen-Bundesliga eingesetzt.
Im Männerbereich leitet sie seit 2012 Spiele der fünftklassigen Oberliga Westfalen. Seit der Saison 2016/17 wird Westerhoff auch in der viertklassigen Regionalliga West als Schiedsrichterassistentin eingesetzt.
Neben ihrer aktiven Tätigkeit engagiert sich die Unparteiische für die Schiedsrichtervereinigung Herne auch ehrenamtlich als Beisitzerin im Kreisschiedsrichterausschuss. Sie ist unter anderem für die Koordination der Frauenförderung zuständig.

## Persönliches
Beruflich arbeitet sie als Reiseverkehrskauffrau. Am 30. Mai 2014 heiratete sie den ehemaligen Fußballspieler und heutigen -trainer Sebastian Westerhoff, mit dem sie eine Tochter hat. Sie leben zusammen in Bochum.